# Stille Nacht (film, 1995)
Pour les articles homonymes, voir Stille Nacht la marque de bière et Stille Nacht (nl) pour le film de 2004..
Pour plus de détails, voir Fiche technique et Distribution.
Stille Nacht est un film allemand réalisé par Dani Levy, sorti en 1996.

## Synopsis
Alors que les relations sont tendus entre Christian et sa petite amie Julia, celui-ci décide de partir à Paris pour Noël. Julia se retrouve seule à Berlin et invite son amant, Frank.

## Fiche technique
- Titre : Stille Nacht
- Réalisation : Dani Levy
- Scénario : Klaus Chatten, Dani Levy et Maria Schrader
- Musique : Niki Reiser
- Photographie : Carl-Friedrich Koschnick
- Montage : Gebhard Henke, Martin Schmassmann et Andreas Schreitmüller
- Production : Stefan Arndt, Dani Levy et Rolf Schmid
- Société de production : X-Filme Creative Pool, Fama Film, Arte, Fool Film et Schweizer Fernsehen
- Pays :  Allemagne et  Suisse
- Genre : Drame et romance
- Durée : 83 minutes
- Dates de sortie : 
  -  Allemagne : 4 avril 1996

## Distribution
- Maria Schrader : Julia
- Jürgen Vogel : Frank
- Mark Schlichter : Christian
- Ingrid Caven : la chanteuse
- Adisat Semenitsch : Katja
- Inga Busch

## Distinctions
Le film a été présenté en sélection officielle en compétition lors de Berlinale 1996.